# طواف لومبارديا 2012

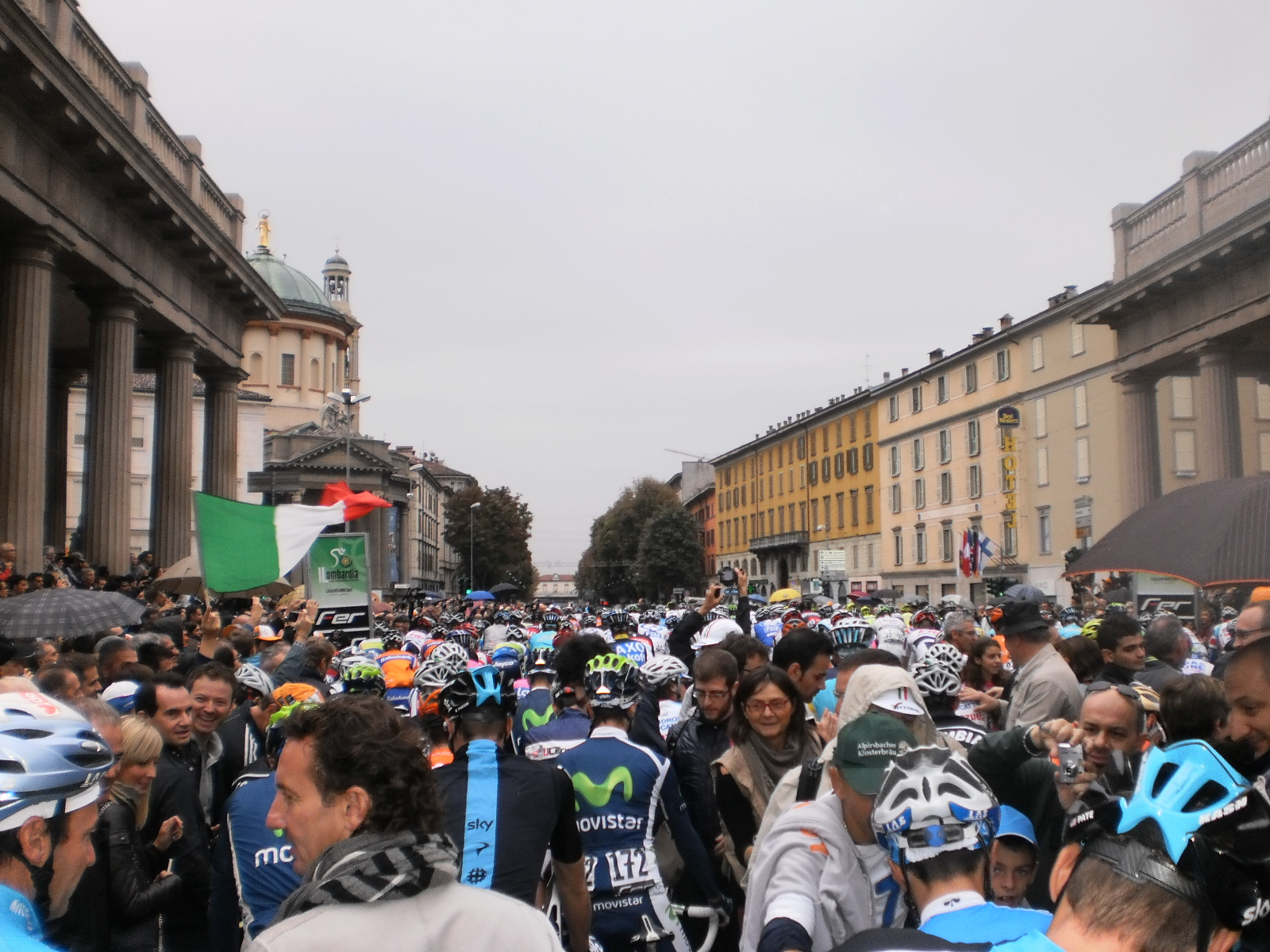
بداية سباق جيرو دي لومبارديا 2012

طواف لومبارديا 2012 هو سباق دراجات هوائية أقيم بتاريخ سبتمبر 29، تكون السباق من مرحلة واحدة وامتدّ لمسافة 251 كم، استغرق السباق 6 ساعة 36 دقيقة 26 دقيقة دقيقة. فاز به الإسباني خواكيم رودريغيث وحلّ ثانيا الإسباني صمويل سانتشيث بينما حصل على المركز الثالث الكولومبي ريغوبيرتو أوران.

## الترتيب
| م                     | الدرّاج          | البلد    | الزمن                          |
| --------------------- | --------------- | -------- | ------------------------------ |
| الفائز بالترتيب العام | خواكيم رودريغيث | إسبانيا  | 6 ساعة 36 دقيقة 26 دقيقة دقيقة |
| الثاني                | صمويل سانتشيث   | إسبانيا  |                                |
| الثالث                | ريغوبيرتو أوران | كولومبيا |                                |